# Circuit de Garde
Le Circuit de Garde (Circuito del Garda, ou Gran Premio di Garda) était une course automobile italienne de type Grand Prix de Formule libre, organisée durant les années 1920 sur le circuit de la commune de Garde (circuito del Garda) proche de Salò, dans la province de Vérone (Vénétie) en fin de saison à partir de 1922.

## Historique
Cette compétition a donné lieu à sept éditions successives, dont quatre remportées par des monoplaces du constructeur Bugatti.
Guido Meregalli s'est imposé sur le circuit à trois reprises consécutives.

## Palmarès
| Année     | Vainqueur            | Voiture              |
| --------- | -------------------- | -------------------- |
| 1921      | Eugenio Silvani      | Bugatti Type 22      |
| 1922      | Guido Meregalli      | Diatto 20            |
| 1923      | Guido Meregalli      | Diatto 20S           |
| 1924      | Guido Meregalli      | Diatto 20S           |
| 1925      | Aymo Maggi           | Bugatti Type 35      |
| 1926      | Aymo Maggi           | Bugatti Type 35C     |
| 1927      | Tazio Nuvolari       | Bugatti Type 35C     |
| 1928-1947 | Épreuve non disputée | Épreuve non disputée |
| 1948      | Giuseppe Farina      | Ferrari 125          |